# دبیربد
دبیربد (پارسی میانه: dibīrbed) عنوانی در دربار اشکانی و ساسانی بود و دارندگان آن نقش دبیر ارشد را بر عهده داشتند. در دوره اشکانی عنوان دیگری به نام دبیران مهیست (dibīrān mahist) برای دبیر ارشد وجود داشت که در متون پارسی به صورت مهترِ دبیران (mehtar-e dabīran)، مهتر دبیر (mehtar dabīr) و بزرگ دبیر (bozorg dabīr) به کار رفته‌است. دبیربد گاهی به عنوان سفیر نیز گمارده می‌شد.

## پیشینه
دبیربد در متون پارتی نسا به صورت dpyrpty ثبت شده‌است. در سنگ‌نوشته شاپور یکم بر کعبه زرتشت در میان بزرگان به نام‌های هرمز و پدرش هرمز به عنوان دبیربدان دربار اشاره شده‌است. در منابع فارسی پس از اسلام گاه از دبیربد به نام رئیس کُتّاب‌الرسائل یاد شده‌است.
دبیربد پس از شاهنشاه نخستین کسی بود که می‌توانست نطق نوروز را بخواند. افزون بر دبیربد، موبد موبدان و هیربد هیربدان نیز در دادخواست‌های عمومی حضور داشتند. همچنین گفته می‌شود که شاه در مواردی ظریف قلمداد می‌شد که فقط با سه نفر از اطرافیان خود ملاقات می‌کرد، موبد موبدان، دبیربد و رئیس سواره نظام. دبیربدها همواره گرامی‌ترین، خردمندترین و هوشیارترین کسان دربار بودند.